# Pírníkovití
Pírníkovití (Ptiliidae) je čeleď maličkých brouků s celosvětovým rozšířením. Tato čeleď obsahuje nejmenšího ze všech brouků světa (délka 0,5 mm), přičemž největší člen této čeledi nedosahuje délky 2 mm. Pírníci se jim říká pro vzhled jejich zadních noh, které jsou jakoby opeřené. Ve sbírkách čeká na zevrubné popsání asi 630 druhů v cca 85 rodech, přičemž celkový počet druhů je určitě mnohem vyšší, než je uváděno.
Dospělci a larvy jsou obvykle nalézáni ve hnijícím materiálu organického původu v různorodém prostředí. Vajíčka jsou velmi dlouhá ve srovnání s velikostí samice (dosahují polovinu délky imaga - dospělého jedince) a samice je kladou po jednom v časových odstupech, jak se jednotlivá vajíčka vyvíjejí. U některých druhů se objevuje jev nazývaný partenogeneze, což je vývoj vajíčka bez přispění partnera druhého pohlaví.

## Evoluce
Fosilie pírníků byly donedávna zaznamenány pouze v obdobích oligocénu a holocénu. Unikátní objev v barmském jantaru z období přelomu spodní a svrchní křídy (stáří asi 99 milionů let) však doložilo jejich výskyt i v tomto dávnějším období (ještě starší nálezy možná pocházejí z libanonského jantaru). Druh Kekveus jason, formálně popsaný v roce 2018, spadá právě mezi pírníkovité, a sice do nového tribu Discheramocephalini.

## Taxonomie
V Evropě jsou pírníci zastoupeni ve 3 podčeledích, 21 rodech a více než 130 druzích.
Následující seznam je přehledem evropských rodů a některých vybraných druhů.

### Podčeleď Acrotrichinae
- Acrotrichis
- Baeocrara
  - Baeocrara variolosa (Mulsant & Rey, 1873)
- Nephanes
- Smicrus

### Podčeleď Nanosellinae
- Baranowskiella

### Podčeleď Ptiliinae
- Actidium
- Actinopteryx
- Astatopteryx
- Bambara
- Euryptilium
- Micridium
- Microptilium
- Millidium
- Nossidium
  - Nossidium pilosellum (Marsham, 1802)
- Oligella
  - Oligella foveolata (Allibert, 1844)
- Ptenidium
- Pteryx
- Ptiliola
- Ptiliolum
- Ptilium
- Ptinella